# Walter Dukes
Pour les articles homonymes, voir Dukes.
Walter F. Dukes (né le 23 juin 1930 à Rochester, New York, décédé en février 2001 à Détroit, Michigan) était un ancien joueur américain de basket-ball évoluant au poste de pivot sous les couleurs des Knickerbockers de New York (1955-1956), des Minneapolis Lakers (1956-1957) et des Pistons de Détroit (1957-1963).

## Biographie
Dukes joua à "Seton Hall Preparatory School", puis rejoignit les Pirates de Seton Hall. Il est diplômé de la "New York Law School" en 1960.
Dukes aida les Lakers à acquérir le titre de Division Ouest en saison 1956-1957. Avec les Pistons, il participa au All-Star Game 1960 et All-Star Game 1961. Dukes compila 11.3 rebonds et 10.4 points de moyenne par match en carrière.
Dukes fut leader de la NBA aux fautes personnelles en 1958 (311) et 1959 (332) et aux fautes disqualifiantes quatre saisons de suite entre les saisons 1958-1959 et 1961-192 — ce qui demeure toujours un record NBA. Ses 121 disqualifications en carrière (en seulement huit saisons) le classe au deuxième rang en NBA derrière Vern Mikkelsen et il détient le record du plus fort pourcentage de matchs où il fut expulsé (21.9%) pour un joueur à plus de 400 rencontres disputées.
Le 14 mars 2001, Dukes fut trouvé mort dans son appartement. Selon un porte-parole de la police, il était décédé depuis environ un mois quand son corps fut découvert. Il est mort de cause naturelle à l'âge de 70 ans.